# Griekse Genocide

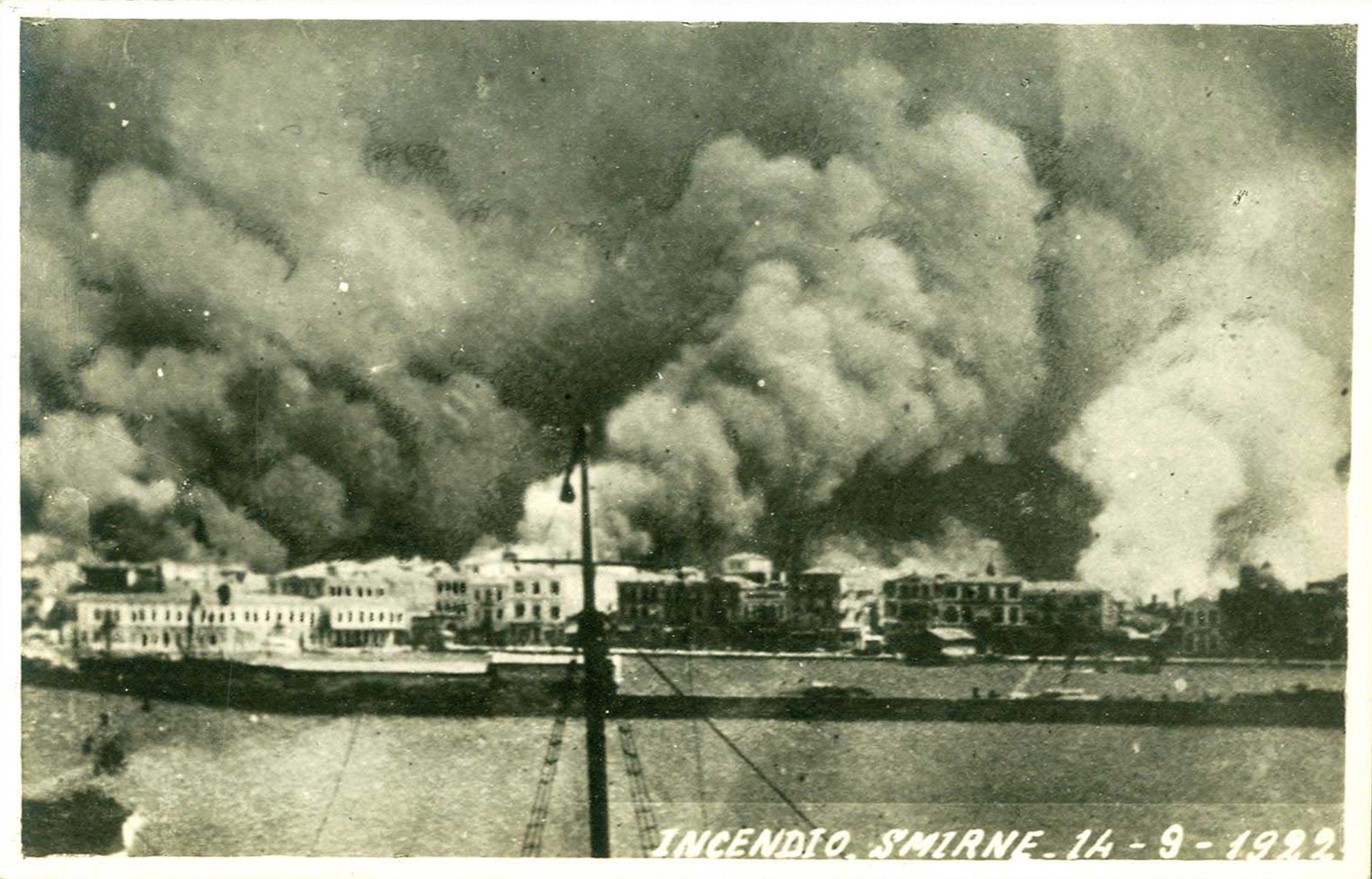
De grote brand van Smyrna in 1922

De Griekse Genocide waarvan een deel ook Pontische Genocide wordt genoemd (Grieks: Γενοκτονία των Ελλήνων, Genoktonía to̱n Ellí̱no̱n) was een etnische zuivering gepleegd op (onder andere) de christelijke Pontische Grieken in het Ottomaanse Rijk tijdens en na de Eerste Wereldoorlog tussen 1914 en 1922 onder leiding van de beweging van de Jonge Turken. Hierbij kwamen volgens verschillende bronnen tussen de 750.000 en 900.000 Grieken om bij gedwongen deportaties en massamoorden. De Grieken en Turken stonden in de Eerste Wereldoorlog aan tegengestelde kanten en het Jong Turkse regime in Constantinopel zag in de Griekse, net als in de Armeense christenen, een potentieel vijandige minderheid. Evenals bij de Armeense Genocide en de Aramese Genocide vinden verhitte discussies plaats tussen voor- en tegenstanders van het gebruik van het woord genocide. Verschillende wetenschappers houden het bij deportatie en massamoord van de Pontische Grieken, waarbij vaak etnische zuivering wordt erkend. Turkije ontkent de genocide formeel en verzet zich tegen internationale erkenning ervan. Drie landen hebben de Pontische Genocide erkend, namelijk Griekenland, Cyprus en Zweden. Toch is er ook binnen de Griekse gemeenschap nog onenigheid over of er een genocide heeft plaatsgevonden, zo was er volgens de Griekse minister van onderwijs Nikos Filis geen sprake van genocide

## Gebeurtenissen tijdens de Eerste Wereldoorlog
Tijdens de Eerste Wereldoorlog koos het Ottomaanse Rijk de kant van de centrale mogendheden (Duitsland, Oostenrijk-Hongarije en Bulgarije) waardoor het in oorlog raakte met de Entente (Rusland, het Verenigd Koninkrijk en Frankrijk).
In de zomer van 1914 vonden de eerste incidenten plaats. Griekse mannen werden tijdens razzia's opgepakt. Als reden werd angst voor collaboratie met de Russen opgegeven. Deze mannen werden verplicht dwangarbeid te verrichten in concentratiekampen. Hierbij vielen duizenden doden. De Pontische Grieken verzetten zich, waartegen het Turkse leger optrad. Op 12 juni 1914 wordt het dorp Phocaea (Grieks: Φώκαια) in West-Anatolië omsingeld. Er vielen vele doden, die in een put werden gegooid.
In 1915 vielen Russische en Armeense troepen het noordoostelijke deel van Anatolië binnen en namen er enkele belangrijke steden in, waar de islamitische bevolking werd verdreven. Hierna sloten diverse Pontische Griekse gemeenschappen langs de Zwarte Zee zich bij het gewapend verzet aan, zoals in Bafra en Santa. Als reactie begon het Turkse leger met de deportatie van christelijke Pontische Grieken uit het westelijke deel van de Pontus, met name rond Samsun en Ordu. In de winter van 1915 op 1916 werden circa 500.000 Pontische Grieken gedeporteerd uit hun woongebied op last van de Turkse regering. Ze moesten hun woongebieden aan de kust van de Zwarte Zee verlaten. Velen stierven tijdens de honderden kilometers lange reis, op weg naar concentratiekampen in het westen van het land. De Britse gezant George W. Rendel schreef hierover in 1918:
... over 500,000 Greeks were deported of whom comparatively few survived.
De Amerikaanse ambassadeur van het Ottomaanse Rijk Henry Morgenthau schreef:
Everywhere the Greeks were gathered in groups and, under the so-called protection of Turkish gendarmes, they were transported, the larger part on foot, into the interior. Just how many were scattered in this fashion is not definitely known, the estimates varying anywhere from 200,000 up to 1,000,000.
Na de oorlog worden vele massagraven gevonden. In een verslag van oktober 1920 omschrijft een Britse officier dat in Iznik, in het noordwesten van Anatolië, ongeveer 100 ontbonden, verminkte lichamen van Pontische mannen, vrouwen en kinderen gevonden werden in een grot ongeveer 300 meter buiten de stadsmuren.

## Gebeurtenissen tijdens de Grieks-Turkse Oorlog

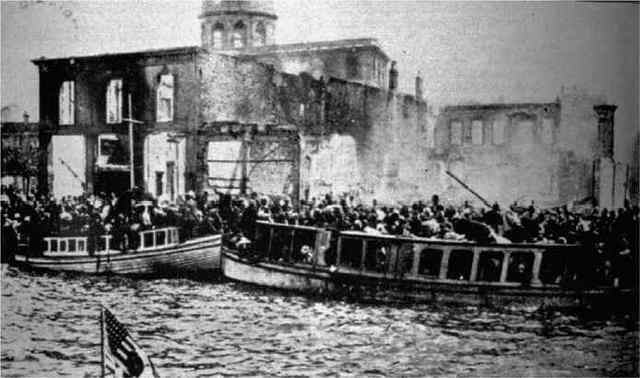
Grieken uit Smyrna proberen een Amerikaans oorlogsschip te bereiken

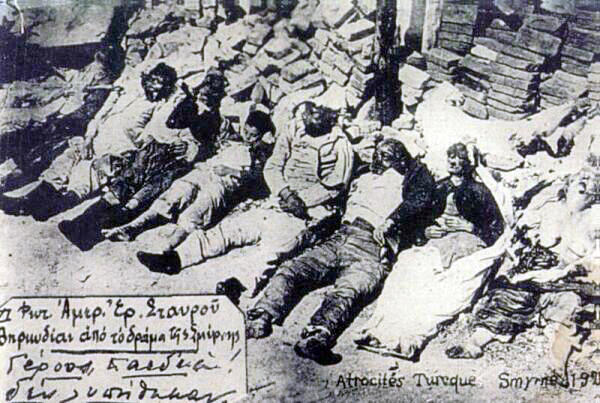
Doden na de brand in Smyrna

Na afloop van de Eerste Wereldoorlog werd door de geallieerden aan de Grieken een bezettingszone in Turkije aangewezen, rondom de stad Smyrna, het huidige Izmir. De Grieken breidden gedurende de zomer van 1920 hun bezettingszone gestadig uit, hoewel ze hierbij op steeds heviger Turkse weerstand stuitten. Het doel van deze operaties was consolidatie van het Anatolische bruggenhoofd en het opzetten van een bufferzone rondom İzmir/Smyrna. Dit was het begin van de Grieks-Turkse Oorlog.
Mustafa Kemal Atatürk wist echter de sultan ten val te brengen, waarmee het einde van het Ottomaanse Rijk een feit was. Hij weigerde de Vrede van Sèvres te erkennen. Hij wist de Fransen en Italianen, die uiteindelijk ook zouden vertrekken, tegen de Grieken uit te spelen. Toen de Griekse koning Alexander overleed, zag het er even naar uit dat de Grieken vrijwillig zouden terugtrekken. In 1921 wist Lloyd George de Grieken echter over te halen door te gaan.
Het Griekse leger boekte in de zomer van 1921 succes na succes. Het kampte echter met een laag moreel na acht jaar oorlog. Bovendien werd het klimaat, hoe verder men naar het oosten trok, steeds vijandiger. De wegen waren slecht en rotsachtig, terwijl de bevoorradingslijnen steeds langer werden. 15 kilometer voor Ankara werden de Griekse troepen tot staan gebracht en het tegenoffensief van de Turken dreef de Grieken in een hopeloze positie. Zij hadden bovendien alle rantsoenen verbruikt en de Griekse generaals besloten om terug te trekken naar Sakarya (Izmit) en Afyon. De partijen groeven zich in oktober in voor de winter.
Dezelfde maand vertrokken de Fransen uit Turkije, waardoor duizenden Turkse strijders de handen vrij kregen voor de strijd tegen de Grieken. De Fransen lieten oorlogsmateriaal achter, wat in het geheim was afgesproken. Ook de Italianen zagen meer en meer in dat een voortzetting van het avontuur even weinig kans op succes had als dat van de Grieken, en bereidden hun eigen vertrek voor. Italië liet enkele vliegtuigen na aan de Turken. De Britten steunden de Grieken slechts verbaal. Op 26 augustus 1922 om 05:30 uur begon het Turkse offensief Buyuk Taarruz (het Grote Offensief) op alle fronten. De sterkste eenheden van de Grieken waren in Afyon ingegraven. Het Turkse leger had besloten om eerst hier al zijn macht in te zetten. Op 27 augustus tegen de middag, wisten de Turken het uitgeputte Griekse leger te verslaan. Op 30 augustus brak het front en waren de Griekse generaals Trikupis en Digenis krijgsgevangen genomen. De soldaten sloegen aan het muiten en hele divisies losten op in het niets.
Op 9 september kwam er een einde aan de Griekse aanwezigheid is Smyrna. Een deel van de Griekse inwoners probeerde met boten een veilig heenkomen te zoeken in Griekenland. De herovering ging gepaard met moordpartijen en plunderingen. Tevens brak er brand uit in de Armeense wijk die snel om zich heen sloeg en ook de Griekse wijk in de as legde.
De Griekse burgers die niet per schip wisten te ontkomen sloegen op de vlucht voor het vuur en de soldaten en sprongen in zee om hun levens te redden door te zwemmen naar een van de buitenlandse marineschepen die in de haven voor anker lagen.
Volgens schattingen kwamen tussen de 50.000 en 100.000 Grieken en Armeniërs om in het vuur en de bijbehorende moordpartijen. Zo'n 150.000 tot 200.000 Grieken werden verdreven na de brand, terwijl ongeveer 30.000 Griekse en Armeense mannen werden gedeporteerd naar het binnenland van Turkije, van wie de meesten onderweg stierven onder zware omstandigheden.
Er werden overigens ook slachtingen onder Turken uitgevoerd door de Griekse troepen tijdens de bezetting van West-Anatolië van mei 1919 tot september 1922.

## Nasleep
De Vrede van Lausanne verving de voor Turkije veel ongunstiger Vrede van Sèvres van 1920, die door de Turkse nationalisten niet geaccepteerd werd. De Vrede van Lausanne bezegelde het einde van de Griekse aanwezigheid in de stad İzmir (Smyrna) en de rest van de Ionische kust en Klein-Azië. De Grieken waren daar duizenden jaren aanwezig maar werden nu "gerepatrieerd" naar een vaderland dat ze niet kenden. In ruil haalden de Turken hun volksgenoten weg uit de stad Saloniki en het in 1913 door Griekenland bevrijde Macedonië. Slechts de Griekse bevolking van Istanboel, die ten oosten van de stad Trabzon (Islamitische Pontische Grieken) en die van de Egeïsche eilanden Imbros en Tenedos, naar schatting 270.000 mensen, waren van de repatriëring gevrijwaard. Hetzelfde gold voor de islamitische bevolking van het door Griekenland bevrijde (westelijke) deel van Thracië, ongeveer 86.000 mensen. Met het verdrag van Lausanne werd de eerste etnische zuivering in de twintigste eeuw goedgekeurd.

Op de Conferentie van Lausanne in 1923 sprak de Britse minister van Buitenlandse zaken George Curzon: 
"a million Greeks have been killed, deported or have died."
Het Griekse Parlement riep in 1994 19 mei uit tot officiële herdenkingsdag van de Turkse genocide tegen de Pontische Grieken. Tot nu toe wordt deze volkerenmoord slechts als zodanig door drie landen erkend: Griekenland, Cyprus en sinds 11 maart 2010 door Zweden. Tot op de dag van vandaag ontkent de Turkse overheid deze genocide. 19 mei is zelfs een nationale feestdag, waarbij de Turken de ‘verdrijving van de vijand’ vieren en Atatürk eren.
De Griekse Genocide is weinig bekend buiten Griekenland. Wellicht speelt een rol dat tegelijkertijd de omvangrijker Armeense Genocide plaatsvond. Er zijn herdenkingsmonumenten opgericht in Griekenland, Australië, de Verenigde Staten, Canada en Duitsland.